# پونقوچایوک
پونقوچایوک (به اسپانیایی: P'unquchayuq) یک کوه در پرو است که در Peru, Cusco Region واقع شده‌است. پونقوچایوک ۴٬۴۰۰ متر بالاتر از سطح دریا واقع شده‌است.